# لغة يسوع

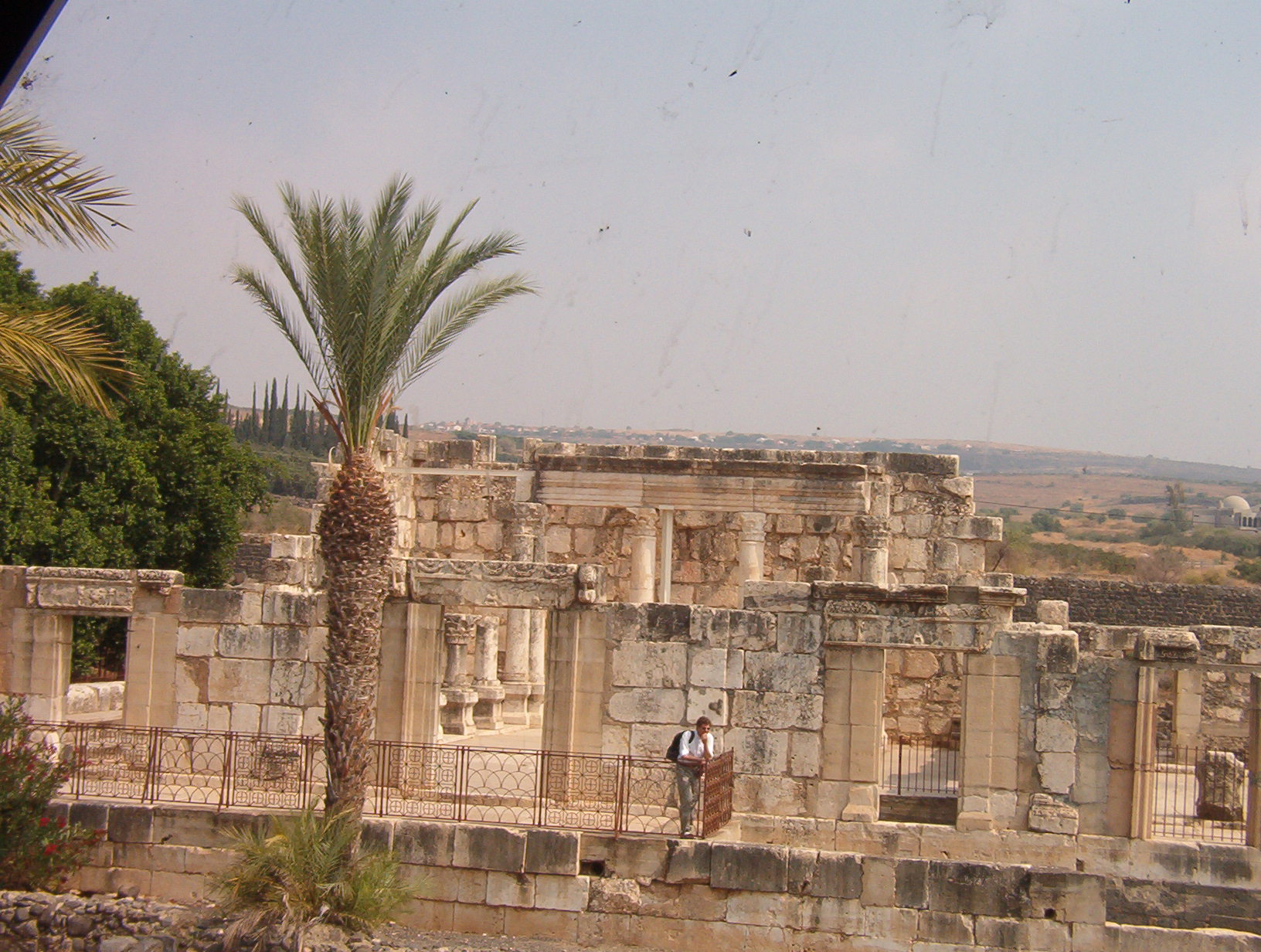

اتفق المؤرخون عمومًا على أن يسوع وتلاميذه تحدثوا باللغة الآرامية في المقام الأول، وهيَ اللغة المشتركة في مقاطعة يهودا في القرن الأول الميلادي، وعلى الأرجح لهجة جليلية يمكن تمييزها عن لهجة القدس. كانت قريتا الناصرة وكفرناحوم في الجليل، حيث قضى يسوع معظم وقته، مجتمعات ناطقة باللغة الآرامية. من المحتمل أيضًا أن يسوع عرف ما يكفي من الكوينه للتحدث مع أولئك الذين ليسوا من أهل يهودا، ومن الممكن أيضًا أن يكون يسوع قد استطاع التحدث قليلًا بالعبرية لأغراض دينية.

## الخلفية الثقافية واللغوية
كانت اللغة الآرامية هي لغة التواصل العامة في شرق المتوسط أثناء وبعد الإمبراطورية الآشورية الحديثة، والإمبراطورية البابلية الحديثة، والإمبراطورية الأخمينية (722-330 قبل الميلاد)، وظلت لغة مشتركة للمنطقة في القرن الأول الميلادي. على الرغم من الأهمية المتزايدة لليونانية، فإن استخدام الآرامية كان يتوسع أيضًا، وسيصبح في نهاية المطاف سائدًا بين اليهود في الأرضي المقدسة وأماكن أخرى في الشرق الأوسط حوالي 200 بعد الميلاد  وسيبقى كذلك حتى الفتوحات الإسلامية في القرن السابع. 
وفقًا لعالم الآثار يغائيل يادين في مخطوطات البحر الميت، كانت الآرامية لغة العبرانيين حتى ثورة شمعون بار كوكبا (132 م إلى 135 م). لاحظ يادن التحول من الآرامية إلى العبرية في الوثائق التي درسها، والتي تمت كتابتها خلال ثورة بار كوكبا. في كتابه، بار كوكبا: إعادة اكتشاف البطل الأسطوري للثورة اليهودية الأخيرة ضد روما الإمبراطورية ، يلاحظ يغائيل يادين، «من المثير للاهتمام أن الوثائق السابقة مكتوبة باللغة الآرامية بينما الوثائق الاحقة باللغة العبرية. ربما تم إجراء التغيير بمرسوم خاص من بار كوكبا أراد استعادة العبرية كلغة رسمية للدولة».
في كتاب آخر لبن زيون Sigalit Ben-Zion ، قال يادين: «يبدو أن هذا التغيير جاء نتيجة للأمر الذي أصدره بار كوكبا، الذي أراد إحياء اللغة العبرية وجعلها اللغة الرسمية للدولة». يشير يادين إلى أن الآرامية كانت لغة مشتركة في ذلك الوقت.
يعلق المؤرخ العبري يوسيف فلافيوس على تعلم اليونانية في القرن الأول في يهودا: 
«لقد تحملت كذلك الكثير من الآلام لتحصيل معرفة الإغريقية، وفهم عناصر اللغة اليونانية، على الرغم من أنني اعتدت لفترة طويلة على التحدث بلغتنا الخاصة، لدرجة أنني لا أستطيع نطق اليونانية بدقة كافية؛ لأن أمتنا لا تشجع أولئك الذين يتعلمون لغات الامم الأخرى، ويزينون خطاباتهم بسلاسة لغة أزمانهم؛ لأنهم ينظرون إلى هذا النوع من الإنجاز على أنه مُباح، ليس فقط لجميع أنواع الأحرار، ولكن للعديد من الخدم الذين يرغبون في تعلمهم. إلا أنهم يشهدون له بأنه رجل حكيم على دراية تامة بقوانيننا، وقادر على تفسير معناها؛ على أي حال، كما كان هناك الكثير ممن بذلوا جهودهم بصبر كبير للحصول على هذا التعلم، إذ لم يصل لبذين نجحوا فيه إلى اثنين أو ثلاثة حتى اليوم، والذين حصلوا على مكافآت جيدة على الفور لمعاناتهم.»
- عاديات اليهودية XX, XI
في القرن الأول الميلادي، كانت اللغة الآرامية منتشرة على نطاق واسع في جميع أنحاء الشرق الأوسط، كما تدعمها شهادة يوسيف فلافيوس في حرب اليهودية.
اختار يوسيف إبلاغ الناس من ما هو الآن إيران والعراق والأجزاء النائية من شبه الجزيرة العربية عن حرب يهودا ضد الروم من خلال كتب كتبها «بلغة بلادنا»، قبل أن يترجم إلى اليونانية لصالح الإغريق والروم:
«لقد اقترحت على نفسي، من أجل العيش في ظل حكومة الرومان، ترجمة تلك الكتب إلى اللغة اليونانية، التي كنت قد ألفتها سابقًا بلغة بلادنا، وأرسلتها إلى البرابرة؛ جوزيف، ابن ماتياس، بالولادة عبري، وكاهن أيضًا، وواحد قاتل في البداية ضد الرومان، وأجبر على التواجد في ما تم بعد ذلك، [أنا مؤلف هذا العمل].»
- حروب اليهودية (الكتاب 1، مقدمة، الفقرة 1)
ويشير ثاكري H. St. J. Thackeray (الذي ترجم حروب اليهودية ليوسيفوس من اليونانية إلى الإنجليزية) أيضًا، "يفيدنا النص أن النص اليوناني لم يكن المسودة الأولى للعمل. وقد سبقته رواية مكتوبة باللغة الآرامية وموجهة إلى "البرابرة في الداخل"، الذين تم تعريفهم بدقة أكثر على أنهم مواطنو بارثيا وبابل والجزيرة العربية، وشتات اليهود في بلاد ما بين النهرين، وسكان حدياب. إمارة تحول فيها البيت الحاكم، كما يذكر بفخر، إلى اليهودية (B. i, 3, 6). توصف الصيغة اليونانية من هذا العمل الآرامي بأنه "نسخة" صنعت لصالح رعايا الإمبراطورية الرومانية، أي العالم اليوناني الروماني ككل.
في سفر أعمال الرسل، الاصاح الأول الآية 19، كان «حقل الدم» معروفًا لجميع سكان القدس بلغتهم الخاصة باسم حقل دما ، وهي ترجمة للعبارة الآرامية التي تعني «حقل الدم».
ميز يوسيفوس العبرية عن لغته ولغة إسرائيل في القرن الأول. يشير يوسيفوس إلى الكلمات العبرية على أنها تنتمي إلى «اللسان العبري» ولكنه يشير إلى الكلمات الآرامية على أنها تنتمي إلى «لساننا» أو «لغتنا» أو «لغة بلادنا».
يشير يوسيفوس إلى كلمة عبرية بعبارة «اللسان العبري»: «لكن شؤون الكنعانيين كانت في حالة مزدهرة في هذا الوقت، وكانوا يتوقعون من الإسرائيليين بجيش كبير في مدينة بازق، بعد أن وضعوا السلطة في يد ادوني بازق، التي تدل على اسم سيد بازق، لأن ادوني في اللسان العبري يدل على الرب».
في هذا المثال، يشير يوسيف فلافيوس إلى الكلمة الآرامية التي تنتمي إلى «لغتنا»: «كان هذا الجزء الجديد من المدينة يسمى» بي حدتا Bezetha «، في لغتنا ، والتي، إذا تم تفسيرها باللغة اليونانية، يمكن تسميتها» المدينة الجديدة. "" 
في عدة مناسبات في العهد الجديد، توصف الكلمات الآرامية بأنها كلمات عبرية. على سبيل المثال، في إنجيل المسيح حسب البشير يوحنا الأصاح 19، الآية 17، يروي كاتب الإنجيل عن يسوع أنه «فخرج وهو حامل صليبه إلى الموضع الذي يقال له موضع الجمجمة ويقال له بالعبرانية جلجثا». الكلمة الأخيرة هي في الواقع آرامية. كلمة «جلجلثا» هو نقل حرفي للكلمة الآرامية، لأن -ثا في جلجثا هو أداة التعريف الآرامية للاسم المؤنث في حالة التوكيد.

## كلمات وعبارات آرامية في العهد الجديد اليوناني
يُترجم العهد الجديد اليوناني بضع كلمات سامية. عندما يشير النص نفسه إلى لغة مثل هذه اللمسات السامية، فإنه يصفها على انها «العبرية» / «اليهودية»،  ولكن هذا المصطلح غالبًا ما يتم تطبيقه على الكلمات والعبارات الآرامية التي لا لبس فيها؛   لهذا السبب، غالبًا ما يتم تفسيره على أنه يعني «العامية (الآرامية) لليهود» في الترجمات الحديثة.
تعتقد أقلية صغيرة أن معظم أو كل العهد الجديد كُتب في الأصل باللغة الآرامية. 

### افثا
افثا (باليونانية Ἐφφαθά). يرد في إنجيل المسيح حسب البشير مرقس. اصحاح 7:
34 ونظر إلى السماء، تنهد وقال له: أفثا أي تنفتح.
مرة أخرى، يتم إعطاء الكلمة الآرامية مُنقصوة، هذه المرة فقط، تكون الكلمة التي يتم ترجمتها أكثر تعقيدًا. في اليونانية، الآرامية مكتوبة ἐφφαθά. يمكن أن يكون هذا من إثپتح الآرامية، الحتمية السلبية للفعل پتح، `` للفتح '' ، لأن الـ ث يمكن استيعابها في الآرامية الغربية. غالبًا ما تم حذف الحاء البلعومية في النسخ اليونانية في السبعينية (العهد القديم اليوناني) وتم تخفيفه أيضًا في الكلام الجليلي.
في الآرامية، يمكن أن يكون اتفتح אתפתח أو افتح אפתח. تم اعتماد هذه الكلمة كشعار رسمي لجامعة جالوديت، المدرسة الأبرز في الولايات المتحدة للصم.

### أبا
أبا (باليونانية Ἀββά). يرد في إنجيل المسيح حسب البشير مرقس. اصحاح 14:
36 قال: يا أبا الاب كل شيء مستطاع لك فاجز عني هذه الكاس. ولكن ليكن لا ما اريد انا بل ما تريد أنت.
رسالة بولس الرسول إلى أهل غلاطية. اصحاح 4:
6 ثم بما انكم أبناء، ارسل الله روح ابنه إلى قلوبكم صارخا: يا أبا الاب.
رسالة بولس الرسول إلى أهل رومية. اصحاح 8:
15 اذ لم تاخذوا روح العبودية أيضا للخوف، بل اخذتم روح التبني الذي به نصرخ: يا أبا الاب.
أبا، هي صيغة آرامية، مكتوبة Αββά-ς في اليونانية، و "أبا باللغة الآرامية)، يليه مباشرة ما يعادل اليوناني (Πατήρ) دون أي ذكر صريح لكونها ترجمة. في الآرامية، فإنها ستكون أبا.
ملاحظة، واسم باراباس هو هلينة من الآرامية بار أبا (בר אבא)، حرفيا «ابن الآب».

### رقا
رقا (باليونانية Ρακά). يرد في إنجيل المسيح حسب البشير متى. اصحاح 5:
22 واما انا فاقول لكم: ان كل من يغضب على اخيه باطلا يكون مستوجب الحكم ومن قال لاخيه: رقا يكون مستوجب المجمع ومن قال: يا احمق يكون مستوجب نار جهنم.
رقا في الآرامية وعبرية التلمود، تعني رجل فارغ، أحمق، رأس فارغ.
في الآرامية، يمكن أن تكون ريقا ריקא أو ريقه ריקה.

### مامُن
مامُن (باليونانية Μαμωνάς). يرد في إنجيل المسيح حسب البشير متى. اصحاح 6:
24 لا يقدر أحد ان يخدم سيدين لانه اما ان يبغض الواحد ويحب الآخر أو يلازم الواحد ويحتقر الآخر. لا تقدرون ان تخدموا الله ومامُن المال.
وفي إنجيل المسيح حسب البشير لوقا. اصحاح 16. إلى يات من 9 حت 13

### ربوني
ربوني (باليونانية Ραββουνί). يرد في إنجيل المسيح حسب البشير يوحنا. اصحاح 20:
16 قال لها يسوع: يا مريم. فالتفتت تلك وقالت له: ربوني، الذي تفسيره يا معلم.
أيضا في مرقس 10: 15 . يستخدم رابي العبرية كصفة ليسوع في متى 26: 25، 49 ؛ مرقس 9: 5، 11 :21، 14: 45 ؛ يوحنا 1: 38، 1: 49، 4: 31، 6: 25، 2: 9، 11: 8.
في الآرامية، كان يمكن أن يكون ربوني רבוני.

### ماراناثا
ماراناثا (باليونانية Μαραναθά). يرد في ديداخي 10: 6 (صلاة بعد المناولة)
دع النعمة تأتي، ودع هذا العالم يزول. أوصنا لإله داود! ان كان أحد مقدسا فليأت. إذا لم يكن الأمر كذلك فليتوب. ماران-اثا. آمين. (روبرتس-دونالدسون)

### ايلي ايلي لما شبقتني
ايلي ايلي لما شبقتني (باليونانية Ἠλί ، Ἠλί ، λιμὰ σαβαχθανί). يرد في إنجيل المسيح حسب البشير متى. اصحاح 27:
46 ونحو الساعة التاسعة صرخ يسوع بصوت عظيم قائلا: ايلي ايلي لما شبقتني، أي: الهي الهي لماذا تركتني
إنجيل المسيح حسب البشير مرقس. اصحاح 15:
34 وفي الساعة التاسعة صرخ يسوع بصوت عظيم قائلا: الوي الوي لما شبقتني، الذي تفسيره: الهي الهي لماذا تركتني
هذه العبارة، من بين أقوال يسوع على الصليب، ترد في هاتين الصغيتين. تتم ترجمة الصيغة التي لمتى من العبارة باللغة اليونانية مثل Ἠλί ، Ἠλί ، λιμὰ σαβαχθανί. صيغة مرقس هي Ἐλωΐ ، Ἐλωΐ ، λαμὰ σαβαχθανί (إلوي بدلاً من أيلي و لَما بدلاً من لِما).
بشكل عام، يبدو أن كلا الصيغتين باللغة الآرامية وليس العبرية بسبب الفعل شبق «تخلى»، وهو في الأصل آرامي.  النظير العبري الكتابي لهذه الكلمة، هو עזב عزب وينظر في السطر الثاني من مزمور 22، والذي يظهر موضع الاقتابس. وهكذا، فإن يسوع لا يقتبس من النسخة العبرية القانونية (الهي الهي لماذا تركتني / אֵלִ֣י אֵ֭לִי לָמָ֣ה עֲזַבְתָּ֑נִי/ الي الي لمه عزبتني) المنسوبة في بعض التفسيرات اليهودية للملك داود الذي استشهد بها كسلف يسوع في نسب يسوع عند متى، إذا تم أخذ نسخة إيلي، إيلي من صرخة يسوع؛ قد يقتبس من النسخة الواردة في الآرامية الترجوم (ما بقي من الترجومات الآرامية تستخدم شبق في ترجماتهم المزمور 22 ).
كلمة مرقص «إلهي»، Ἐλωΐ، يتوافق بالتأكيد مع النمط الآرامي אלהי، إلهي . ومتى، Ἠλί، تناسبها بشكل أفضل مع אלי من العبرية في المزمور الأصلي، كما أشير إلى ذلك في الأدبيات. ومع ذلك، قد يكون أيضًا باللغة الآرامية لأن هذا النمك موثق بوفرة في الآرامية أيضًا.  
في الآية التالية، في كلتا الروايتين، يتخيل بعض الذين يسمعون صرخة يسوع أنه يطلب المساعدة من إيليا (إليا باللغة الآرامية).

### حرف أو نقطة
حرف أو نقطة (باليونانية Ἰῶτα ἓν ἢ μία κεραία). يرد في إنجيل المسيح حسب البشير متى. اصحاح 5:
18 فاني الحق اقول لكم: إلى ان تزول السماء والارض لا يزول حرف واحد أو نقطة واحدة من الناموس حتى يكون الكل.
يستخدمها الاقتباس كمثال على تفاصيل ثانوية للغاية. في النص اليوناني المترجم نجد ذرة iota وحرف keraia . إيوتا هو أصغر حرف من الأبجدية اليونانية (ι)، ولأن التوراة كتبت باللغة العبرية، فربما يمثل الحرف العبري يود في (י) الذي هو أصغر حرف من الأبجدية العبرية.

### قربان
قربان (باليونانية Κορβάν). يرد في إنجيل المسيح حسب البشير متى. اصحاح 27:
6 فاخذ رؤساء الكهنة الفضة وقالوا: لا يحل ان نلقيها في الخزانة لانها ثمن دم
في الآرامية (قربانا) فإنه يشير إلى خزينة في الهيكل في القدس، والمستمدة من العبرية قربن (קרבן)، وجدت في مرقس 7:11 والسبعينية (في الترجمة اليونانية)، وهذا يعني هدية الدينية أو تقدمة.

### سيكِرا
سيكِرا (باليونانية Σίκερα). يرد في إنجيل المسيح حسب البشير متى. اصحاح 1:
15 لانه يكون عظيما امام الرب وخمرا ومسكرا لا يشرب ومن بطن امه يمتلئ من الروح القدس.

### هوشعنا
هوشعنا (باليونانية Ὡσαννά). يرد في إنجيل المسيح حسب البشير مرقس. اصحاح 11:
9 ثم أولئك الذين تقدموا والذين تبعوا كانوا يصرخون، أوصنا ! طوبى لمن يأتي باسم الرب!
هذه الكلمة مشتقة من هوشعنا הושע נא. تعتبر بشكل عام اقتباس من المزامير 118: 25 «آهِ يا ربُّ خلِّصْ»، ولكن الشكل في الكتاب المقدس العبري الأصلي هوشع نا הושיעה נא. وتقصير هوشع הושע يمكن أن تكون إما الآرامية أو العبرية. 

## أسماء شخصية آرامية في العهد الجديد
تأتي الأسماء الشخصية في العهد الجديد من عدد من اللغات. العبرية واليونانية هي الأكثر شيوعًا. ومع ذلك، هناك عدد قليل من الأسماء الآرامية كذلك. أكثر سمة بارزة في الأسماء الآرامية هي بار (βαρ نقحرة يونانية، وبالآرامية بار)، وتعني «ابن». معادلها العبري، بن، بعض الأمثلة هي:
- متى 10: 3 – برثولماوس (Βαρθολομαῖος من بار-تولماي , ربما «ابن ثلم» أو «حرث»).
- متى 16: 17 – (Σίμων Βαριωνᾶς من شمعون بار-يونا, «سمعان بن يونا»).
- يوحنا 1: 42 – شمعون بار-يونا ( «سمعان بن يونا»).
- متى 27: 16 – باراباس (Βαρτιμαῖος ممكن من تركيب من بار وأبا الآرامية، «ابن الأب»)
- مرقس 10: 46 – باراباس (Βαρτιμαῖος ممكن من تركيب من بار الآرامية والإغريقية تيمالوس timaios بمعنى كريم أو «ذو شأن»، لعلها «ابن الجود»).
- أعمال الرسل 1: 23 – بارسابا (Βαρσαββᾶς من بار-شابا, «ابن السبت»).
- أعمال الرسل 4: 36 – يوسف الذي دعى برنابا (Βαρνάβας من بار-نبا بمعنى «ابن النبوة», «النبي»).
- أعمال الرسل 13: 6 – باريشوع (Βαριησοῦς من بار-يشو, «ابن يشوع/يسوع»).

### بوانرجس
بوانرجس (Βοανεργές). يرد في إنجيل المسيح حسب البشير مرقس. اصحاح 3:
17 ويعقوب بن زبدي ويوحنا أخا يعقوب وجعل لهما اسم بوانرجس (أي ابني الرعد).
يلقب يسوع الأخوين يعقوب ويوحنا ليعبروا عن اندفاعهم. الأداء اليوناني لاسمهما هو Βοανηργές (بوانرجس).
كان هناك الكثير من التكهنات حول هذا الاسم. وبالنظر إلى الترجمة اليونانية لها ('أبناء الرعد')، يبدو أن العنصر الأول من الاسم هو بني، «أبناء» (بني صيغة الجمع الآرامية «لبار»). ويمثل هذا βοάνη (بُني)، مع إعطاء حرفين متحركين في المقطع الأول حيث يكون واحدًا كافيًا. يمكن أن نستنتج من ذلك أن الترجمة اليونانية قد لا تكون جيدة. الجزء الثاني من اسم في كثير من الأحيان يعتقد أن يكون راجاس ('فتنة') الآرامية (רגיש)، أو رجز('الغضب') الآرامية (רגז). ومع ذلك، يجادل كاسي Maurice Casey بأنه مجرد قراءة خاطئة لكلمة الرعد، رعم (بسبب تشابه السين بالميم النهائية). ويدعم ذلك ترجمة سريانية واحدة للاسم بناي رعمه . تقرأ البشيطا ܒܢܝ ܪܓܫܝ بني رجشي ، الذي يتناسب مع تركيبة لاحقة له، بناءً على قراءة بيزنطية للغة اليونانية الأصلية.

### كيفا
كيفا (Κηφᾶς). يرد في إنجيل المسيح حسب البشير يوحنا. اصحاح 1:
42 فجاء به إلى يسوع. فنظر اليه يسوع وقال: أنت سمعان بن يونا. أنت تدعى صفا (كيفا). الذي تفسيره: بطرس.
الرسالة الأولى إلى أهل كورنثوس 1:
12 فانا اعني هذا: ان كل واحد منكم يقول: انا لبولس، وانا لابلوس، وانا لكيفا، وانا للمسيح.
الرسالة إلى أهل غلاطية 1: (NRSV نسخة قياسية منقحة جديدة)
18 ثم بعد ثلاث سنين صعدت إلى اورشليم لاتعرف كفا، فمكثت عنده خمسة عشر يوما.
في هذه المقاطع، يُطلق على «صفا» لقب الرسول المعروف باسم شمعون بطرس. الكلمة اليونانية مترجمة Κηφᾶς (كفاس).
يبدو أن اسم الرسول هو شمعون، وقد أطلق عليه لقب الآرامية، كيفا، بمعنى «الصخرة» أو «الحجر». تمت إضافة السيجما النهائية (ς) باللغة اليونانية لجعل الاسم مذكرًا بدلاً من أنثوي. إن معنى الاسم كان أكثر أهمية من الاسم نفسه يتضح من القبول العالمي للترجمة اليونانية، Πέτρος (بتروس). من غير المعروف لماذا يستخدم بولس الاسم الآرامي بدلاً من الاسم اليوناني لشمعون بطرس عندما يكتب إلى الكنائس في غلاطية وكورنثوس. ربما كان يكتب في وقت قبل أن يصبح كيفا معروفًا باسم بيتر. وفقا لكليمنت الإسكندري، كان هناك شخصان يدعى كيفا: أحدهما الرسول شمعون بطرس، والآخر كان أحد رسل يسوع السبعين. يذهب كليمنت إلى أبعد من ذلك ليقول أن كيفاس من السبعين هو الذي أدانه بولس في غلاطية 2 لأنه لم يأكل مع الوثنيين، على الرغم من أن هذه ربما تكون طريقة كليمنت في صرف الإدانة عن شمعون بطرس. على أي حال، لا تزال علاقة بولس الطرسوس واليهودية (التي تنطوي على هذا) محل نزاع.
في الآرامية، يمكن أن يكون كيفا כיפא.

### توماس
توماس (Θωμᾶς). يرد في إنجيل المسيح حسب البشير يوحنا. اصحاح 11:
16 فقال توما الذي يقال له التوام للتلاميذ رفقائه: لنذهب نحن أيضا لكي نموت معه.
توماس (Θωμᾶς) مدرج بين تلاميذ يسوع في جميع الأناجيل الأربعة وأعمال الرسل. ومع ذلك، فقط في إنجيل يوحنا يتم إعطاء المزيد من المعلومات. في ثلاثة أماكن (يوحنا 11:16، 20:24 و 21: 2)، أُطلق عليه اسم ديديموس (Δίδυμος)، الكلمة اليونانية لتوأم. في الواقع، «التوأم» ليس مجرد لقب، بل هو ترجمة «توماس». اليوناني Θωμᾶς -Thōmâs- من توما الآرامية، «التوأم». لذلك، بدلاً من اسمين شخصيين، توماس ديديموس، هناك لقب واحد، التوأم. يمنحه التقليد المسيحي الاسم الشخصي يهوذا، وربما كان اسمه توماس لتمييزه عن الآخرين الذين يحملون نفس الاسم.
في الآرامية، يمكن أن يكون ܬܐܘܡܐ.

### طابيثا
طابيثا (Ταβιθά). يرد في أعمال الرسل. الأصحاح 1:
36 وكان في يافا تلميذة اسمها طابيثا، الذي ترجمته غزالة.
اسم التلميذة مذكور في الآرامية (Ταβιθά) واليونانية (Δορκάς). اسم الآرامية هو نقل حرفي من طبيثا، صيغة المأنث من טביא (طبيا). كلا الاسمين يعني «غزال».
قد يكون من قبيل المصادفة أن كلمات بطرس لها في الآية 40، «يا طابيثا، قومي» (Ταβιθᾶ ἀνάστηθι)، تشبه عبارة «طليثا قومي» التي يستخدمها يسوع.
في الآرامية، يمكن أن تكون طبيتا טביתא.

## أسماء أماكن آرامية في العهد الجديد

### جثسيماني
جثسيماني (Γεθσημανῆ). يرد في إنجيل المسيح حسب البشير متى. اصحاح 26:
36 حينئذ جاء معهم يسوع إلى ضيعة يقال لها جثسيماني.
إنجيل المسيح حسب البشير مرقس. اصحاح 14:
32 وجاءوا إلى ضيعة اسمها جثسيماني.
المكان الذي يأخذ فيه يسوع تلاميذه للصلاة قبل إلقاء القبض عليه يُعطى بالترجمة اليونانية Greekανῆ (جثسيماني). وهي تمثل الآرامية جاث شماني ، وتعني «معصرة الزيت» (في إشارة إلى زيت الزيتون).
في الآرامية، يمكن أن يكون جيسمن ܓܕܣܡܢ. اسم المكان هذا هو نسخة أرامية لاسم مكان عبري جت גת ، وتستخدم عادة لمعصرة النبيذ لا معصرة زيتون ؛ و شمني שמני هي بمعنى «الزيوت»، وصيغة الجمع من كلمة شمن שמן، . ك

### الجلجثة
الجلجثة (Γολγοθᾶ). يرد في إنجيل المسيح حسب البشير مرقس. اصحاح 15:
22 وجاءوا به إلى موضع جلجثة. الذي تفسيره موضع جمجمة.
إنجيل المسيح حسب البشير يوحنا. اصحاح 19:
17 فخرج وهو حامل صليبه إلى الموضع الذي يقال له موضع الجمجمة ويقال له بالعبرانية جلجثة،
جاجولتا الآرامية، تعني الجمجمة. يظهر الاسم في جميع الأناجيل باستثناء لوقا ، الذي يسمي المكان ببساطة كرانيون (Κρανίον) الجمجمة باللغة اليونانية ، مع عدم وجود نظيره السامي. اسم ' الجمجمة مأخوذ ' من كلمة Calvaria اللاتينية في ترجمة فولغاتا.
في الآرامية ، يمكن أن تكون ܓܓܘܠܬܐ. على الرغم من أن هذه الكلمة لها النهاية الآرامية تا/ ثا، مع ذلك أقرب إلى العبرية الجمجمة، جولجولت גולגולת، من الضيغة الآرامية.

### جاباثا
جباثا (Γαββαθᾶ). يرد في إنجيل المسيح حسب البشير يوحنا. اصحاح 19:
13 فلما سمع بيلاطس هذا القول اخرج يسوع، وجلس على كرسي الولاية في موضع يقال له البلاط. وبالعبرانية جباثا.
يبدو أن اسم المكان آرامي. وفقا ليوسف فلافيوس (الحرب ، V.II.1، # 51)، كلمة جباث تعني مكانًا مرتفعًا ، أو مكانًا رابًا، لذلك ربما تكون منطقة مسطحة مرتفعة بالقرب من المعبد. النهاية «ا» يمكن بعد ذلك تمثيل حالة تأكيدا للاسم.
في الآرامية، يمكن أن يكون جباتا גבהתא.

### حقل دما
حقل دما (Ἀκελδαμά). يرد في أعمال الرسل. الأصحاح 1:
19 وصار ذلك معلوما عند جميع سكان اورشليم، حتى دعي ذلك الحقل في لغتهم «حقل دما» أي: حقل دم.
ومن الواضح أن مكان وفاة يهوذا الإسخريوطي يُسمى حقل الدم باللغة اليونانية. ومع ذلك ، فإن تقليد المخطوطات يعطي عددًا من التهجئات المختلفة للآرامية. نص الأغلبية يقرأ Ἀκελδαμά (حقلدما)؛ نسخ مخطوطة أخرى ترد Ἀχελδαμάχ (حقلدمكا)، Ἁκελδαμά ، Ἁχελδαμά (حقلداما) Ἁκελδαμάχ . على الرغم من هذه هجاء البديل الآرامية هي على الأرجح
دم حقل ، «حقل الدم». في حين يصعب تفسير التصويت اليوناني غير المبرر خا ‎[x]‏ في نهاية الكلمة ، تضيف السبعينية بالمثل هذا الصوت إلى نهاية الاسم السامي بن سيرا لتشكيل الاسم اليوناني لكتاب سيراخ (باللاتينية: Sirach) . قد يكون الصوت ميزة جدلية للمتحدثين اليونانيين أو متحدثي اللغة السامية الأصليين.
في الآرامية، يمكن أن يكون حقل دما חקל דמא.

### بركة بيث حسدا
بركة بيث حسدا (Βηθεσδά). يرد في إنجيل المسيح حسب البشير يوحنا. اصحاح 5:
2 وفي اورشليم عند باب الظان بركة يقال لها بالعبرانية بيت حسدا. لها خمسة اروقة.
كان بيثحسدا في الأصل اسم بركة في القدس، على طريق وادي بيت زيتا ، ويعرف أيضًا باسم بركة الأغنام . اسمه في الآرامية يعني «بيت النعمة». يرتبط بالشفاء. في يوحنا 5 ، يرد عن شفاء يسوع لرجل في البركة.
بالنسبة لأسماء الأماكن الآرامية الأخرى في العهد الجديد بالبادئة بيث («بيت»)، انظر بيت عبرا وبيث اني وبيث فجي وبيث صيدا وبيث لحم.
في الآرامية، «بيثحسدا» يمكن توضيح بيت حسدا בית חסדא.